# Pentaschistis borussica
Pentaschistis borussica är en gräsart som först beskrevs av Karl Moritz Schumann, och fick sitt nu gällande namn av Pilg.. Pentaschistis borussica ingår i släktet Pentaschistis och familjen gräs. Inga underarter finns listade i Catalogue of Life.